# Montes de Picaza
Montes de Picaza este o arie protejată (arie specială de conservare — SAC, sit de importanță comunitară — SCI) din Spania întinsă pe o suprafață de 15.048,33 ha, integral pe uscat.

## Localizare
Centrul sitului Montes de Picaza este situat la coordonatele 40°41′59″N 1°49′56″W / 40.6998°N 1.8323°V.

## Înființare
Situl Montes de Picaza a fost declarat sit de importanță comunitară în ianuarie 2001 pentru a proteja 13 specii de animale. Situl a fost protejat și ca arie specială de conservare în august 2015.

## Biodiversitate
Situată în ecoregiunea mediteraneană, aria protejată conține 16 habitate naturale: Galerii de Salix alba și de Populus alba, Formațiuni stabile xerotermofile de Buxus sempervirens pe pante stâncoase (Berberidion p.p.), Pante stâncoase calcaroase cu vegetație casmofită, Păduri iberice de Quercus faginea și Quercus canariensis, Păduri endemice cu Juniperus spp., Pajiști alpine și subalpine calcaroase, Pseudostepă cu ierburi și specii anuale de Thero-Brachypodietea, Salicornia și alte specii anuale care populează regiunile mlăștinoase și nisipoase, Pajiști uscate europene, Pajiști alpine și boreale, Pășuni mediteraneene udate de apa mării (Juncetalia maritimi), Matorral arborescenți cu Juniperus spp., Formațiuni ierboase bogate în specii de Nardus, dezvoltate pe substraturi silicioase în zone montane (și în zone submontane, în Europa continentală), Păduri de Quercus ilex și Quercus rotundifolia, Păduri de pin (sub-) mediteraneene cu pini negri endemici, Lande oro-mediteraneene cu formațiuni endemice de grozamă.
La baza desemnării sitului se află mai multe specii protejate:
- păsări (8): uliu porumbar (Accipiter gentilis), șorecarul comun (Buteo buteo), ciocârlie-cu-degete-scurte (Calandrella brachydactyla), presură de grădină (Emberiza hortulana), ciocârlie de pădure (Lullula arborea), turturică (Streptopelia turtur), silvie roșcată (Sylvia cantillans), silvie de tufiș (Sylvia undata)
- mamifere (1): Microtus cabrerae
- reptile (4): șarpele de alun (Coronella austriaca), Natrix maura, șarpe de casă (Natrix natrix), podarcis atrata (Podarcis hispanica atrata)

Pe lângă speciile protejate, pe teritoriul sitului au mai fost identificate 11 specii de plante, 6 specii de păsări, 4 specii de amfibieni, 4 specii de mamifere, 2 specii de reptile.